# Nétiquette
 (novembre 2022).
Si vous disposez d'ouvrages ou d'articles de référence ou si vous connaissez des sites web de qualité traitant du thème abordé ici, merci de compléter l'article en donnant les références utiles à sa vérifiabilité et en les liant à la section « Notes et références ».
La nétiquette est un ensemble de dispositions informelles, souvent regroupées en charte, qui définit les règles de conduite et de politesse recommandées sur les premiers médias de communication mis à disposition par Internet. Il s'agit de tentatives de formalisation d'un certain contrat social pour Internet.
Le principe de la nétiquette pourrait être résumé ainsi : « Ce que vous ne feriez pas lors d’une conversation réelle face à votre correspondant, ne prenez pas l'Internet comme bouclier pour le faire ». À ces notions de courtoisie et de respect, s'ajoutent des règles supplémentaires relatives aux spécificités de plusieurs médias.

## Histoire
Le premier document définissant les règles de la nétiquette est la RFC 1855, rédigée par Sally Hambridge, une employée d'Intel, pour l'Internet Engineering Task Force, et diffusée en octobre 1995. D'autres documents font aussi autorité, comme Netiquette (Virginia Shea, 1994) et The Net: Users guidelines and netiquette (Arlene Rinaldi, 1996).

## Principes généraux

### Courtoisie
La première règle de la nétiquette est généralement liée à la courtoisie entre les utilisateurs. Il est ainsi mal vu de dire sur Internet des choses que l'on n'oserait pas dire en face-à-face, telles que des injures, de la provocation ou des moqueries.
L'écriture en capitales (ou « majuscules ») étant considérée comme une parole criée, il vaut mieux ne pas l'utiliser. Pour mettre un passage en évidence, il est préférable chaque fois que c'est possible d'utiliser une mise en gras ou en italique. Il en est de même pour l'utilisation des smileys et abréviations, qui doit être limitée. Enfin, l'orthographe doit être soignée, en particulier sur l'usage de la ponctuation. Il faut également éviter le langage SMS ou tout autre type de langage qui pourrait ne pas être compris par tous.

### Confidentialité
La divulgation de données confidentielles est aussi à éviter, puisque la majorité des moyens d'échanges électroniques peuvent être sujets à des défaillances ou à des écoutes. Il convient aussi naturellement de respecter les lois en vigueur concernant le respect de la vie privée des personnes.

### Fichiers joints
L'envoi de fichiers, quels qu'ils soient, est également soumis à des règles de bon sens et de correction : on veille à ne pas dépasser un poids prévisible selon la nature du document, de son correspondant ou du nombre de correspondants (listes de diffusion). Pour un correspondant unique, on s'assure avant envoi de l'accord de celui-ci. L'utilisateur privilégie un format compressé ou performant (ZIP, gzip, 7zip, JPEG, Ogg, etc.) et respecte la liberté de choix de son interlocuteur par l'usage de formats interopérables et standardisés (OpenDocument, PDF, HTML, etc.). Quand le document n'est pas destiné à être modifié par le correspondant, l'envoi se fait de préférence sous un format réservé à la lecture comme le format normalisé PDF.
On peut aussi mettre le ou les fichiers dans un répertoire du Cloud (Google Drive, Dropbox, Nextcloud, etc.) et insérer uniquement un lien vers ce répertoire dans le courrier électronique, ou encore envoyer un lien de téléchargement temporaire.

### Signature
Une signature est fortement recommandée. L'absence de signature peut passer pour le refus d'assumer ses propos. Celle-ci doit rester sobre, courte et adaptée aux moyens de lecture du correspondant. Elle peut, si l'on est certain de son destinataire, être suivie de ses coordonnées si l'on souhaite être contacté par téléphone ou voie postale. On veille à ne pas y répéter des informations qui sont accessibles de façon simple (lorsqu'elles sont déjà indiquées dans l'en-tête du message par exemple).
On évite d'apposer une signature sous forme d'image, qui générerait une pièce jointe malvenue.

### Politesse
Il convient d'adapter le contenu de son message au contexte et au correspondant (formule de salutation, signature, formule de politesse).
En francophonie, on utilise fréquemment le tutoiement sur les forums ou les chats, sans que cela soit considéré comme grossier ou familier, mais le vouvoiement reste la manière habituelle de s'adresser à autrui, surtout s'il s'agit d'inconnus.
Lorsqu'il s'agit d'échanges commerciaux ou professionnels, le correspondant attend une réponse, surtout s'il s'agit d'un client. Même si l'on ne peut pas fournir une réponse claire, la moindre des politesses est de lui répondre pour l'informer que son courrier a bien été reçu et que l'on s'en occupe.

### Questions-réponses
Lorsqu'un internaute répond à un message, la nétiquette veut qu'il ne cite pas la totalité du message original mais uniquement, le cas échéant, les parties spécifiques auxquelles il répond et, si nécessaire, des éléments de contexte avant ou après. Pour faciliter la lecture chronologique, la réponse se fera en dessous de la citation (et non au-dessus comme on le voit souvent). Pour faire la différence entre le texte cité auquel on répond et le texte de la réponse, différents symboles sont utilisés, le chevron (caractère > au début de chaque ligne de texte cité) étant fréquent et interprété par de nombreux lecteurs de courriels comme une citation. Pour signaler une omission, on retrouve dans la plupart des cas les assemblages typographiques […] ou (…).
Un bon logiciel de courrier électronique ou de newsgroups facilitera la lecture de courriers ainsi composés, par exemple en affichant toute ligne précédée d'un chevron avec une couleur différente.
Le fait (très répandu) de répondre au-dessus du message et de citer tous les messages est, selon la nétiquette, à éviter, car la présentation antichronologique perturbe la lecture de la conversation. Cette façon de faire est appelée top-posting, ou TOFU.
Lorsqu'on ne répond pas point par point à un message, pour faciliter la lecture rapide et si l'on veut laisser la totalité de l'échange, on peut toutefois inverser l'ordre chronologique de l'ensemble de l'échange. Le dernier message se trouvant au-dessus et le premier à la fin. Cette présentation évite de faire défiler tout le message pour trouver le contenu pertinent.

## Cas particuliers

### Courrier électronique
Chaque courriel présente un champ « sujet » (ou « objet ») dans son en-tête ; il est recommandé de le renseigner, notamment afin de faciliter les recherches ultérieures ou le classement de ses messages.
Lorsqu'un internaute reçoit un message qui lui est spécialement destiné, il est de bon usage qu’il en accuse immédiatement réception et informe l’expéditeur de la suite qu'il va y donner. En effet, le protocole utilisé pour la distribution du courrier ne garantit pas la bonne réception du message ; de plus, un filtre anti-spam peut empêcher par erreur la réception d’un message (en le classant indésirable). Cela permet également de vérifier que le courriel, s'il est important, provient bien de l'expéditeur et non d'un usurpateur.

#### Pourriel
Un pourriel est un courriel qui ressemble fort à un spam ou un canular informatique, c'est-à-dire de l'information non vérifiée et souvent retransmise par des personnes de bonne volonté et parfois crédules, qui demande à être vérifiée.
Il est de coutume de ne pas transmettre ce genre de contenu à ses connaissances.

#### Format texte brut, HTML et TNEF
Certains clients de messagerie permettent de mettre en forme le contenu d'un message (couleur, positionnement, typographie, etc.). Pour cela, ils recourent au langage HTML qui est normalement prévu pour la structuration des pages web. Il est parfois préférable de ne pas envoyer de courriels au format HTML, l'une des raisons étant que tous les clients ne lisent pas correctement (ou pas du tout) les messages formatés en HTML. L'autre raison avancée était le poids du message. En effet, un message rédigé en HTML peut voir sa taille multipliée par 10[réf. nécessaire]. La réception à travers une connexion bas débit pouvait alors poser des problèmes. Ces arguments énoncés dans les années 1990 sont aujourd'hui beaucoup moins pertinents ; les coûts de stockage ont depuis drastiquement diminué. Au-delà des deux arguments précédents, il reste cependant nécessaire de limiter le poids des messages pour des raisons écologiques.
Le format TNEF est quant à lui spécifique à Microsoft, il est donc préférable de ne l'utiliser que pour vos correspondants utilisant un client de courrier électronique édité par Microsoft.
La bonne manière est alors de s'adapter à ses interlocuteurs. Si un doute subsiste, envoyer un message au format texte brut (plain text) accompagné le cas échéant d'un lien vers une page HTML qui offrira un contenu plus complet à la mise en forme évoluée.

#### Courriel à plusieurs destinataires
Si une information est à transmettre par courrier électronique à plusieurs personnes qui ne se connaissent pas forcément entre elles, ou qui se connaissent mais qui ne sont pas proches, leur adresse électronique n'est pas mise en destinataire direct, mais en copie cachée. Les clients de messagerie utilisent en général le sigle « Cci » (pour « copie carbone invisible ») ou « Bcc » (pour l'anglais « Blind carbon copy »).
Ceci a pour but d'éviter, d'une part, qu'une personne réponde à tous les destinataires en pensant ne répondre qu'à une seule, et surtout, d'autre part, la propagation de virus, vers ou spam, par exemple à travers les contacts enregistrés parfois par défaut par les logiciels de gestion de courrier électronique.
La copie cachée permet également d'envoyer un courriel à tous ou certains des contacts de l'expéditeur sans diffuser son carnet d'adresses sur Internet (ce qui pourrait, à juste titre, être considéré comme une faute grave par un employeur dans le cas d'un fichier de clients).
De même, certains utilisateurs ne souhaitent pas que leur adresse électronique soit diffusée en dehors de leurs correspondants habituels. Il est donc normal de respecter a priori une certaine confidentialité pour tous. Laisser apparaître des listes d'adresses électroniques dans les en-têtes ou dans le corps des messages serait comparable, sur un courrier postal collectif, à inscrire adresse et téléphone de tous les destinataires au dos de chaque enveloppe.
Enfin, une liste exagérément longue de destinataires peut alourdir considérablement un message autrement léger, ce qui peut entraîner des coûts et des délais supplémentaires pour des correspondants qui se connecteraient via un réseau bas débit.
En résumé, il convient de placer ses destinataires en Cci pour les courriels externes à la structure de l'expéditeur. Les champs A: et Cc: sont à réserver aux courriels destinés à une seule personne, un groupe très restreint de personnes qui se connaissent ou si le courriel est destiné uniquement à des collègues directs de confiance.

#### Pièces jointes
Lorsqu'on souhaite envoyer un fichier que le(s) destinataire(s) n'a (n'ont) pas sollicité, et a fortiori un fichier de poids important ou envoyé à plusieurs destinataires ou sur une liste de discussion, il est recommandé de ne pas joindre la pièce au courriel mais de l'enregistrer sur un serveur accessible à tous. Puis dans le courriel, simplement mettre un court texte présentant le fichier ainsi qu'un lien vers l'emplacement dudit fichier sur le serveur. Ainsi, seuls les destinataires réellement intéressés par le contenu de ce fichier iront le télécharger. Cela évite de surcharger les réseaux et de bloquer les comptes courriels de ses correspondants.
A fortiori, il est recommandé d'éviter d'attacher systématiquement aux messages des pièces jointes telles que des signatures sous forme d'image, qui polluent inutilement les réseaux tout comme les boîtes de réception des destinataires.
De plus, le protocole SMTP qui transporte les courriels d'un destinataire à un autre était prévu à l'origine uniquement pour transporter du texte. L'adjonction de la possibilité de joindre des fichiers s'est donc faite en respectant le protocole d'origine au détriment des performances. Les pièces jointes d'un courriel sont encodées en base64, ce qui ajoute environ 37 % de poids en plus. Un courriel de quelques lignes avec une pièce jointe de 1 Mio fera donc durant tout son parcours sur le réseau 1,4 Mio.

#### Transfert de messages
Pour le transfert d'un courriel, réglage par défaut de la plupart des clients de messagerie est paramétrée de telle sorte que les en-têtes soient copiés dans le nouveau courriel. Ces en-têtes contiennent le nom de l'envoyeur initial, la date, le rappel de l'objet, ainsi que toutes les adresses des destinataires du message initial. Comme pour l'envoi de courriel à plusieurs personnes et pour les mêmes raisons, il convient a minima de purger le corps du message de toutes les adresses présentes à cet endroit. Au mieux, il conviendra de supprimer toutes les informations de cet en-tête n'ayant pas d'intérêt pour les destinataires. Il suffit de sélectionner le texte inutile et de cliquer sur supprimer.
On peut en principe régler son logiciel de messagerie pour qu'il n'intègre plus les en-têtes.
Le transfert d'un message sans autre ajout de commentaire peut dans certains contexte être reçu comme une marque de manque de respect. Une note introductive concise permet au destinataire de savoir ce qui est attendu de lui à la suite de ce transfert.

#### Répondre aux copies et copies cachées
En règle générale, la pratique montre qu'il faut éviter de mélanger des tiers destinataires visibles (mis en A: ou Cc:) et des destinataires cachés, ces derniers pouvant répondre au message en mettant les premiers en copie non cachée. De plus, quand un correspondant a été mis en copie cachée, les destinataires du message ne peuvent pas savoir d'emblée facilement si cet autre correspondant a été informé, ou non.
Cependant, lorsqu'on répond à un mail envoyé à plusieurs destinataires visibles (en ayant soi-même été en A: ou Cc:), il est d'usage de respecter les mêmes règles que celle des listes de diffusion, à savoir "répondre à tous" systématiquement quand la réponse concerne le sujet du mail et ne répondre qu'à l’émetteur quand c'est personnel.
Enfin, si l'on ajoute/retire une personne aux destinataires originels, le mentionner dans le corps du mail afin d'éviter un malentendu.

### Lieux d'échanges à plusieurs
Que ce soit sur les forums, Usenet, ou dans les listes de diffusion, en plus des règles liées à l'usage de l'écrit, il est mal vu de poser une question dont la réponse aurait pu être trouvée moyennant une recherche préalable, ou de la poser plusieurs fois à différents endroits. Sur les sujets communs, la plupart des questions ont souvent déjà été posées et les réponses données.
Chaque nouveau sujet possède également un titre et celui-ci doit être précis et concis. Un bon exemple pourrait être « Comparatif des souris Optiques et Laser » ; à l'inverse, « Questions, aidez-moi » est un bon contre-exemple.

#### Listes de diffusion
Les membres d'une liste de diffusion (mailing list) doivent s'y inscrire volontairement. Les règles de fonctionnement d'une liste de diffusion doivent normalement être accessibles ; les utilisateurs souhaitant s'y inscrire devraient en prendre connaissance avant de s'y abonner ou d'y poster des messages. Au moment de répondre à un message reçu via une liste de diffusion, il faut vérifier si la réponse est envoyée à toute la liste, ou bien seulement à l'expéditeur (ce qui est préférable dans le cas où la réponse n'est pas d'intérêt général). En effet, une liste de diffusion existe généralement autour d'un thème particulier ; par respect pour les autres membres, il convient de ne pas envoyer de message ne portant pas sur ce thème, car le message serait considéré comme du courrier non sollicité.
Assez souvent, des informations pour se désinscrire sont ajoutées automatiquement par le serveur en bas de chaque message ; il convient de lire ces instructions avant de contacter le modérateur de la liste de diffusion ; l'envoi d'un appel à l'aide sur la liste de diffusion ne doit se faire qu'en dernier recours.
D'une manière générale, il faut éviter les comportements de type mail-bombing ou pourriel.

#### Usenet
Un utilisateur de Usenet est invité à ne pas participer à un groupe dès qu'il l'a rejoint. Il prend d'abord quelques semaines pour assimiler quelques discussions récentes, repérer les participants réguliers (qui seront sans doute ceux avec qui il faudra le plus souvent vivre), et identifier les questions qui fâchent. En particulier, un risque de poster sans assimiler est de poser une question qui a été le sujet d'un violent débat pendant plusieurs semaines et qui s'est conclu il y a quelques jours. Commettre cette action déclenche souvent un flot de flames et engendre une réputation d'intervenant peu sérieux. La personne qui se livre à ce genre d'activités, consciemment ou non, est un troll (personne qui participe à une discussion ou un débat sur un espace social informatisé et suscite ou nourrit une polémique, perturbant l'équilibre de la communauté concernée).
Il est convenu depuis la création des Usenet de répondre en dessous et non au-dessus de l'article précédent, ceci afin de garantir une lecture chronologique des échanges.

#### IRC
La politesse sur IRC (Internet Relay Chat) veut que l'utilisateur ne trolle pas, ne fasse pas de pub et ne perturbe pas le bon fonctionnement du chat. Auquel cas les modérateurs (les ops) se verront dans l'obligation de l'expulser (kick), voire de le bannir.
En général les titres des canaux indiquent que tout manquement aux règles se verra suivi d'un bannissement. De plus, les sites qui hébergent des applets de chat rappellent les règles de bon sens.